# Wiener Jubel-Gruß-Marsch
Der Wiener Jubel-Gruß-Marsch ist ein Marsch von Johann Strauss (Sohn) (op. 115). Das Werk wurde am 14. August 1852 auf dem Wiener Stephansplatz erstmals aufgeführt.